# Bryggen
Das Hanseviertel Bryggen (deutsch Landungsbrücke, Kai) oder Tyskebryggen (Deutsche Brücke) besteht aus den ehemaligen Handelskontoren der Hanse in Bergen/Norwegen. Die Hansekontore nehmen fast das gesamte nordöstliche Ufer der Bucht Vågen ein.

## Geschichte
Nachdem die Stadt Bergen, im Jahre 1070 gegründet, ein zunehmend wichtiger Umschlagplatz für getrockneten Fisch aus dem Norden des Landes und Getreide aus dem Ostseeraum geworden war, errichtete die Hanse dort im Jahr 1343 eine erste Handelsniederlassung. Da Kontore keine selbständigen Mitglieder der Hanse sein konnten, wurde die Niederlassung der Hansestadt Lübeck untergeordnet. 1365 wurde die Deutsche Brücke dem Hansetag unterstellt. Das Hansekontor, zusammengesetzt aus über zwanzig nebeneinanderliegenden Höfen, wurde schnell zu einem kompletten Wohn- und Handelsviertel. Zur Blütezeit machten die deutschen Kaufleute (Bergenfahrer) und Handwerker ein Viertel der Stadtbevölkerung Bergens aus. Um Brände in dem eng gebauten Viertel zu vermeiden, waren alle Gebäude unbeheizt. Die einzigen geheizten Räume befanden sich in den rückwärtig gelegenen Schötstuben (Norwegisch = Schøtstuene), welche den Hansekaufleuten auch als Versammlungs- und Gerichtsraum dienten.

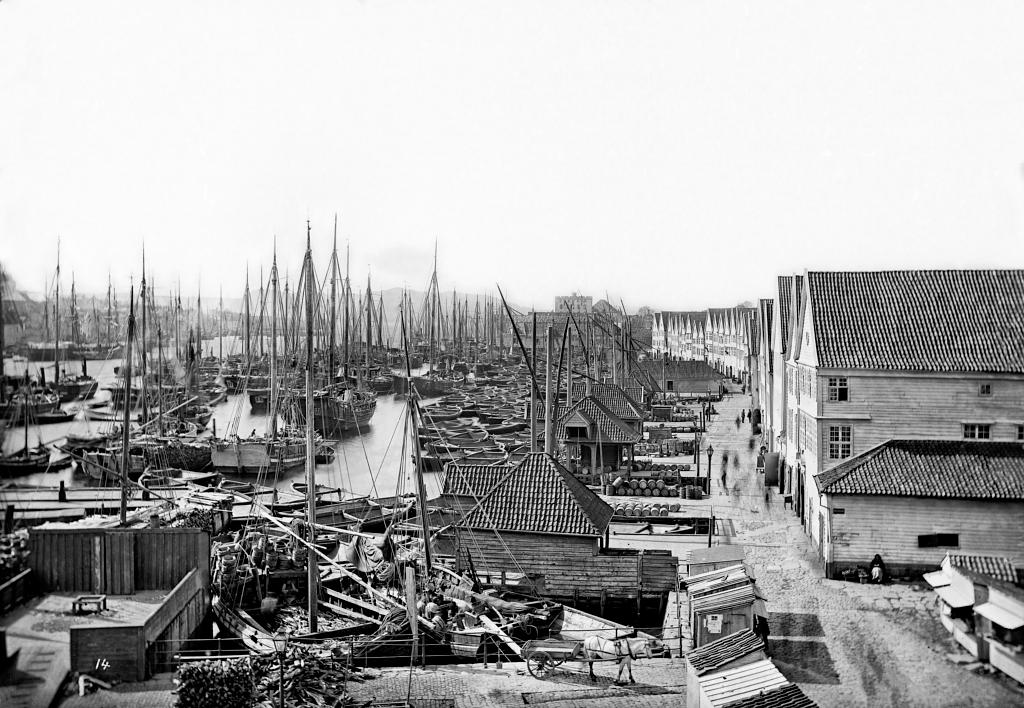
Bryggen (1866), Fotografie von Knud Knudsen

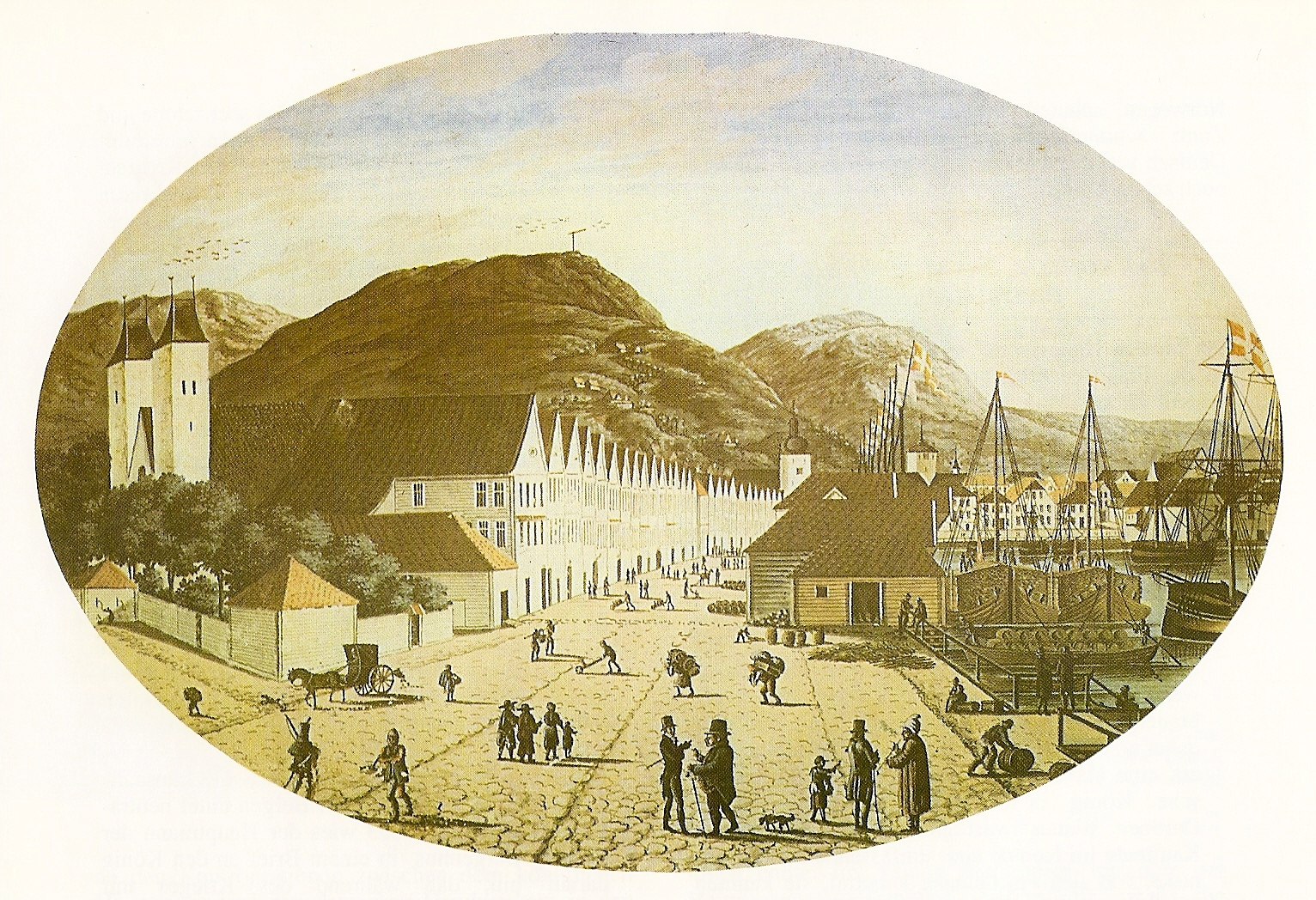
J. F. L. Dreier: Bryggen (1817)

Beim großen Brand im Jahr 1702 wurden fast alle Gebäude, die größtenteils aus Holz gebaut waren, vernichtet. Es folgte jedoch ein Wiederaufbau im alten Stil. 1901 wurde ein Teil der südlichen Häuserzeile abgerissen und in Ziegelbauweise, aber mit den Giebeln im alten Stil neu errichtet. Seit dem Zweiten Weltkrieg, in dessen Folge alles Deutsche in Norwegen recht unbeliebt war, wird die Deutsche Brücke im Allgemeinen nur noch Bryggen genannt. In der Nachkriegszeit wurde das Viertel vernachlässigt, und bei einem Brand 1955 wurden erneut große Teile von Bryggen zerstört. Etwa die Hälfte der aus dem Jahr 1712 stammenden Gebäude ging verloren. Nach jahrelangen Diskussionen – zur Debatte stand auch ein Abriss der erhalten gebliebenen 62 Häuser – kam es ab 1965 jedoch zur Wiederherstellung unter Leitung des Architekten Hans Jacob Hansteen, auch ein zunächst kastenförmig geplantes Hotelprojekt des Architekten Øivind Maurseth wurde letztlich in äußerlich angleichender Gestaltung (analog zum Wiederaufbau der Warschauer Altstadt) realisiert.
Hauptkirche der deutschen Kaufleute auf Bryggen war die Marienkirche am nordöstlichen Rand der Kaufmannshöfe.

## Gegenwart
Seit 1979 steht das Hanseviertel Bryggen mit seinen etwa 60 Gebäuden auf der Liste des Weltkulturerbes der UNESCO und gilt als bedeutendste historische Sehenswürdigkeit Bergens. In dem im Jahre 1704 errichteten Handelshof Finnegården befindet sich das Hanseatische Museum, das, im Stil des 17. und 18. Jahrhunderts eingerichtet, einen Einblick in das Leben der Hanse-Kaufleute gibt.
Tyskebryggen unterteilt sich in mehrere Höfe. Von Nordwesten nach Südosten sind das Gullskogården, Søstergården, Engelgården, Bugården, Bredsgården, Enhjørningsgården, Svensgården, Jacobsfjorden, Midtbygningene, Bellgården und Holmedalsgården.